# Maira
Maira är ett släkte av tvåvingar. Maira ingår i familjen rovflugor.

## Dottertaxa tillMaira, i alfabetisk ordning[1]
- Maira abscissa
- Maira aenea
- Maira albifacies
- Maira appendiculata
- Maira aterrima
- Maira auribarbis
- Maira aurifacies
- Maira bicolor
- Maira bisnigra
- Maira calopogon
- Maira cambodgiensis
- Maira claripennis
- Maira compta
- Maira condecorus
- Maira conveniens
- Maira delfinadoi
- Maira elegans
- Maira elysiaca
- Maira flagellata
- Maira germana
- Maira gloriosa
- Maira gracilicornis
- Maira hirta
- Maira hispidella
- Maira indiana
- Maira kollari
- Maira lauta
- Maira leei
- Maira limbidorsum
- Maira longicornis
- Maira longirostrata
- Maira nieifacies
- Maira nigrithorax
- Maira nigropilosa
- Maira niveifacies
- Maira nychthemera
- Maira occulta
- Maira paradisiaca
- Maira paria
- Maira placens
- Maira pseudoindiana
- Maira requista
- Maira setipes
- Maira smaragdina
- Maira sodalis
- Maira splendida
- Maira superba
- Maira tincta
- Maira tomentosa
- Maira tuberculata
- Maira vanderwulpi
- Maira varians
- Maira whitneyi
- Maira villipes
- Maira willowsi
- Maira wollastoni
- Maira xizangensis